# William D. Williamson
William Durkee Williamson, född 31 juli 1779 i Canterbury, Connecticut, död 27 maj 1846 i Bangor, Maine, var en amerikansk politiker (demokrat-republikan). Han var Maines guvernör från maj till december 1821 och ledamot av USA:s representanthus 1821–1823.
Williamson utexaminerades 1804 från Brown University och studerade sedan juridik. År 1807 inledde han sin karriär som advokat. Han var postmästare i Bangor 1810–1821 och talman i Maines senat 1820–1821.
Williamson efterträdde 1821 William King som guvernör och efterträddes senare samma år av Benjamin Ames. I USA:s representanthus satt Williamson fram till år 1823.
Williamson avled 1846 och gravsattes på Mount Hope Cemetery i Bangor.